# Akademie für Feststoffraketentriebwerkstechnik
Die Akademie für Feststoffraketentriebwerkstechnik (chinesisch 航天動力技術研究院 / 航天动力技术研究院), aus historischen Gründen auch  „Vierte Akademie“ (四院) genannt, wegen der englischen Bezeichnung Academy of Aerospace Solid Propulsion Technology oft „AASPT“ abgekürzt, ist die Führungsgesellschaft der China Aerospace Science and Technology Corporation für das Geschäftsfeld Feststoffraketentriebwerke. Daneben handelt es sich bei AASPT auch um eine tatsächliche Akademie, mit der Berechtigung zur Verleihung von Ingenieurdiplomen und Arbeitsplätzen für Doktoranden. Der Hauptsitz der Firma befindet sich im Stadtbezirk Baqiao von Xi’an, Provinz Shaanxi.

## Geschichte
Als das damalige Ingenieurbüro für Maschinenbau und Elektrotechnik Shanghai ab 1958 unter der Leitung von Wang Xiji an der Entwicklung von Höhenforschungsraketen arbeitete, baute man dort den Feststoff-Booster noch selbst, mit einem abenteuerlichen, aus einer Taschenlampenbirne gebastelten Zündmechanismus.
Parallel dazu gab es auch im  5. Forschungsinstitut des Verteidigungsministeriums in Peking eine Gruppe von Ingenieuren, die an der Entwicklung von Feststoffraketentriebwerken arbeiteten. Am 26. Februar 1961, unter dem Eindruck des Bruchs mit der Sowjetunion,
ordnete Generalmajor Liu Youguang (刘有光, 1914–2001), der Politkommissar des 5. Forschungsinstituts an, dass diese Gruppe Peking verlassen und im Landesinneren eine neue Einrichtung aufbauen sollte. Die Ingenieure begaben sich zunächst nach Xi’an. Nachdem die Kommission für Wehrtechnik der Volksbefreiungsarmee im Januar 1962 den Bau der verbesserten Höhenforschungsrakete T-7A genehmigt hatte, zog man im Mai 1962 nach Luzhou in Sichuan um, wo am 1. Juli 1962 das „Forschungsinstitut für Feststofftriebwerke“ (固体发动机研究所, Pinyin Gùtǐ Fādòngjī Yánjiūsuǒ) gegründet wurde, auch bekannt als „Basis 063“ (○六三基地, Pinyin Líng Liù Sān Jīdì).
Als 1963 im Zuge einer Reorganisation den ursprünglich drei Zweiginstituten des 5. Forschungsinstituts jeweils ein Raketentyp zugeteilt wurde (Boden-Boden-Raketen, Antischiffsraketen etc.), wurde das Forschungsinstitut für Feststofftriebwerke in „4. Zweiginstitut des 5. Forschungsinstituts“ (五院四分院) umbenannt, sein Arbeitsgebiet waren weiterhin Festtreibstoff-Raketenmotoren.
Am 4. Januar 1965 wurde das 5. Forschungsinstitut per Beschluss des Nationalen Volkskongresses aus dem Verteidigungsministerium ausgelagert und in das eigenständige „Siebte Ministerium für Maschinenbauindustrie“ umgewandelt. Das 4. Zweiginstitut wurde nun in „4. Akademie des Siebten Ministeriums für Maschinenbauindustrie“ (第七机械工业部第四研究院, Pinyin Dì Qī Jīxiè Gōngyè Bù Dìsì Yánjiūyuàn) umbenannt.
Mittlerweile hatte sich herausgestellt, dass das feuchte Klima in Sichuan für das Befüllen der Raketen mit Treibstoff nicht günstig war. Daher zog die 4. Akademie noch 1965 nach Hohhot in der Inneren Mongolei um,
wo das Klima wesentlich trockener war.
Das erste Großprojekt in Hohhot war eine 2,2 m lange Versuchsrakete mit dem „Feststoffraketentriebwerk 01A“ (固体火箭发动机, Pinyin Gùtǐ Huǒjiàn Fādòngjī, daher kurz „GF-01A“),
die im August 1968 auf eine T-7A-Höhenforschungsrakete montiert wurde und im Zuge der Entwicklung einer Trägerrakete für Chinas ersten Satelliten dazu diente, die zuverlässige Zündung eines Feststofftriebwerks in großer Höhe zu erproben. Dies wurde dadurch verkompliziert, dass die Raketenstufe vor der Zündung von einer kleinen Hilfsrakete in eine Längsrotation von 180 Umdrehungen pro Minute versetzt wurde, um sie während der Brenndauer des Feststofftriebwerks zu stabilisieren.
Beim ersten Test auf dem Prüfstand am 26. Januar 1968 hatte man die Raketenstufe noch mit 240 Umdrehungen pro Minute rotieren lassen. Nach 30 Sekunden brannte jedoch der Boden der Brennkammer (also das obere Ende der Rakete) durch und der rasch rotierende Stahlkörper flog aus der Halterung. Eine Untersuchung ergab, das heißes Aluminiumoxid, die bei der Verbrennung des aus Ammoniumperchlorat und Aluminiumpulver mit Polysulfid-Kautschuk als Bindemittel bestehenden Festtreibstoffs entstehende „Asche“, durch die Rotation zum oberen Ende der Brennkammer gewandert war. Zum Teil konnte das Problem durch eine Reduzierung des Aluminiumpulver-Anteils gelöst werden, gleichzeitig musste aber auch die Rotationsgeschwindigkeit verringert werden.
Die Flugtests am 8. und 20. August 1968, bei denen jeweils eine Höhe von 311 km erreicht wurde,  verliefen erfolgreich,
und so baute die 4. Akademie die 3. Stufe (4 m lang und 77 cm Durchmesser) der Changzheng 1, eine modifizierte Mittelstreckenrakete vom Typ Dongfeng 2A. Bei der realen Rakete kam nun das seit 1965 in Entwicklung befindliche Triebwerk GF-02 mit einem Schub von 181 kN zum Einsatz.
Mit 1,8 Tonnen Festtreibstoff, der innerhalb von 38 Sekunden verbrannt wurde, hob die 3. Stufe den 173 kg schweren Satelliten Dong Fang Hong I am 24. April 1970 erfolgreich in eine Erdumlaufbahn.
Mittlerweile waren mit dem Zwischenfall am Ussuri und Gefechten an der Dsungarischen Pforte 1969 die Spannungen mit der Sowjetunion wieder eskaliert. Der Standort Hohhot wurde als nicht mehr sicher empfunden. 1972 wurde am Siebten Ministerium eine Planungsgruppe unter der Leitung von Feng Ji (冯骥, * 1931) von der Pekinger Fabrik 211 eingerichtet, die einen neuen Standort suchen sollte. In einem Tal des Kreises Lantian bei Xi’an fand man einen geeigneten Ort, und Feng Ji begab sich noch 1972 dorthin, um den Aufbau der dortigen Einrichtung zu organisieren.
Es dauerte dann aber noch bis 1974, bis ein Teil der 4. Akademie nach Lantian verlegt werden konnte. Die neue Einrichtung wurde wieder „Basis 063“ genannt. Die in Hohhot zurückgebliebenen Ingenieure bildeten später die Keimzelle der 6. Akademie jenes Rüstungskonzerns, der seit Juni 2001 als „China Aerospace Science and Industry Corporation“  bekannt ist.
Das Siebte Ministeriums für Maschinenbauindustrie wurde ab 1982 im Zuge der Reform- und Öffnungspolitik mehrmals an die neuen marktwirtschaftlichen Strukturen angepasst. Ab März 1993 hieß das, was de facto schon längst eine Firma war, nun auch offiziell „Dachgesellschaft für Raumfahrtindustrie“ (中国航天工业总公司, Pinyin Zhōngguó Hángtiān Gōngyè Zǒnggōngsī). Die 4. Akademie war über die Jahre immer ein Teil der jetzigen Dachgesellschaft gewesen, hatte aber als Nebenprodukt beim Triebwerksbau alle Arten von neuen Materialien, Zündmechanismen für Autoairbags,
Hagelraketen etc. entwickelt.
Für das Geschäftsfeld Hagel- und Höhenforschungsraketen wurde im August 2002 die Zhongtian Raketentechnologie AG (陕西中天火箭技术股份有限公司) gegründet, die heute auch kleinere Feststoff-Lenkflugkörper für die Volksbefreiungsarmee und ausländische Armeen herstellt.
Am 23. Juli 1993 gründete die Dachgesellschaft für Raumfahrtindustrie die „Shaanxi Aerospace Science and Technology Corporation“ (陕西航天科技集团有限公司), eine GmbH mit einem Stammkapital von 500 Millionen Yuan, die wiederum die Muttergesellschaft für damals neun (mittlerweile 17) Firmen war, die sich mit der Herstellung und Vermarktung von zivilen Produkten befassen. Die Shaanxi Aerospace untersteht nicht der Akademie für Feststoffraketentriebwerkstechnik, sondern direkt der heutigen China Aerospace Science and Technology Corporation, und hat einen auch räumlich getrennten Firmensitz im Stadtbezirk Yanta von Xi’an.

## Geschäftsbereiche
Die Akademie für Feststoffraketentriebwerkstechnik betätigt sich, sowohl selbst als auch über Tochterfirmen, zum einen im Dienstleistungssektor, wo sie bei Infrastrukturprojekten wie den im Forschungsinstitut 44 entwickelten Waagen für die Mautstellen von Autobahnen, Logistik und Autohandel mit Verkauf, Ersatzteilen, Service und Vermittlung von Kunden-Feedback für die Hersteller aktiv ist. Zum anderen werden immer noch Dinge hergestellt. Man befasst sich neben dem alten Kerngeschäft Triebwerksbau mit Anwendungen von Festtreibstoffraketen, Feinchemikalien, Verbundwerkstoffen und Sondermetallen, wobei der Schwerpunkt heute auf den Materialien und ihren zivilen Anwendungen liegt. Heute hat die AASPT fünf Forschungsinstitute und drei Fabriken:
- Forschungsinstitut 41 (Triebwerkskonstruktion), Xi’an
- Forschungsinstitut 42 (Chemietechnik), Xiangyang
- Forschungsinstitut 43 (Verbundwerkstoffe), Xi’an
- Forschungsinstitut 44 (Elektrogeräte), Xi’an
- Forschungsinstitut 401 (Triebwerkstelemetrie und -steuerung), Xi’an
- Fabrik für Raketentriebwerksbau, Xi’an (西安航天动力机械厂), vormals Staatliche Fabrik 7414 (国营七四一四厂)
- Fabrik für Raketentreibstoffe, Xi’an (西安航天化学动力厂), vormals Staatliche Fabrik 7416 (国营七四一六厂)[4]
- Fabrik für Elektromechanik in der Raumfahrt, Lantian (西安航天新宇机电设备厂), vormals Staatliche Fabrik 7424 (国营七四二四厂)[22]

Direktor der Akademie für Feststoffraketentriebwerkstechnik ist seit dem 11. Januar 2023 Liu Yongqiong (刘勇琼, * 1966), der an der heutigen Chang’an-Universität in Xi’an Technische Mechanik studiert und sich ab Mai 1990 vom einfachen Mitarbeiter im Forschungsinstitut 41 immer weiter in der Firma hochgearbeitet hatte.
Im Jahr 2023 verfügte die Vierte Akademie über Sachanlagen im Gesamtwert von 5,5 Milliarden Yuan.

### Rettungsraketen

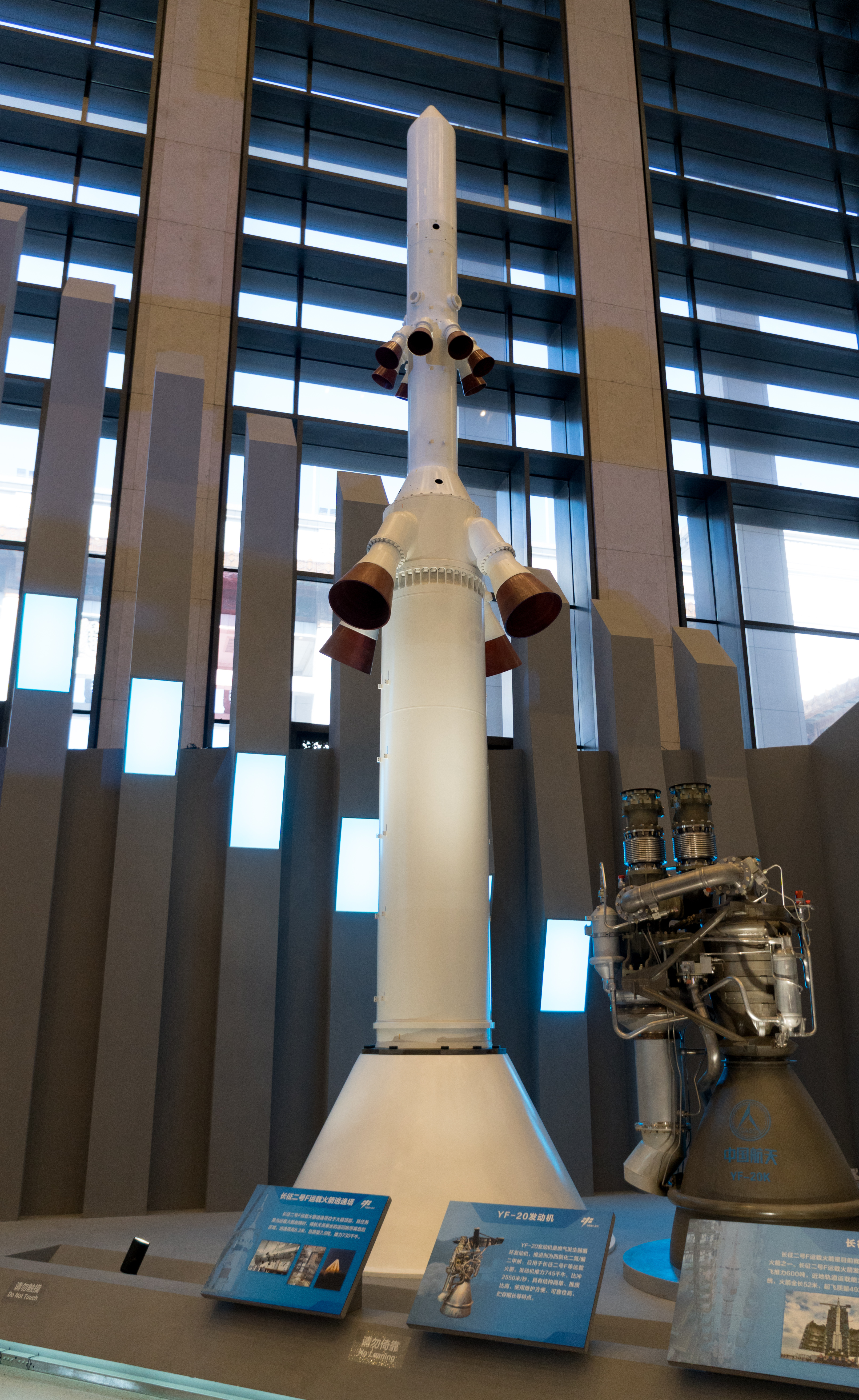
Rettungsraketen-System der Changzheng 2F

Für das bemannte Raumfahrtprogramm der Volksrepublik China entwickelte die Akademie ein Rettungsraketen-System, das 2002 bei der Mission Shenzhou 3 erstmals auf einer Rakete vom Typ Langer Marsch 2F installiert wurde. Die an der Spitze der Trägerrakete montierte System besitzt vier größere und acht kleinere Triebwerke.
Bei einem Notfall werden zunächst Orbitalmodul und Rückkehrkapsel des Shenzhou-Raumschiffs innerhalb von drei Sekunden aus der Nutzlastverkleidung herausgezogen und 1500 m in Flugrichtung von der Rakete weggetragen. Die acht kleineren Triebwerke weiter oben dienen der Lageregelung, um die Raumfahrer aus der Bahn der Trägerrakete herauszubewegen, damit es nicht zu einer Kollision kommt. Die Landung erfolgt dann per Fallschirm. Dieses System kann von den Raumfahrern selbst oder vom Boden aus ab 15 Minuten vor dem Start aktiviert werden, falls es zu einem Treibstoffleck oder einem Brand an der Rakete kommen sollte.
120 Sekunden nach dem Start bzw. in einer Höhe von 39 km wird die Rettungsrakete abgetrennt. Diese Höhe reicht aus, dass Orbitalmodul und Rückkehrkapsel ohne weitere Beschleunigung mit dem Fallschirm landen können. Rund um die Nutzlastverkleidung sind mehrere vakuumtaugliche Trennungs- und Fluchttriebwerke angebracht. Wenn das System eine Fehlfunktion der Trägerrakete erkennt, werden diese Triebwerke nacheinander automatisch gezündet. Das System kann aber auch von den Raumfahrern oder vom Boden aus manuell aktiviert werden. Diese Triebwerke haben eine geringere Schubkraft als die Rettungsrakete, mit der in der dünnen Höhenluft, wo ein geringeres aerodynamisches Kraftmoment zur Stabilisierung zur Verfügung steht, die Gefahr eines Wegkippens des Raumschiffs bestehen würde.

### Feststoffbooster
Eines der wichtigsten Projekte ist derzeit die Entwicklung von Feststoffboostern mit zwei hintereinander angeordneten Brennkammern für die Trägerraketen Kuaizhou 21 und Kuaizhou 31.
Durch diese Methode ist es möglich, in den Boostern bei vorgegebenem Durchmesser mehr Treibstoff unterzubringen, also die Gesamtbrennzeit zu erhöhen. Die Akademie für Feststoffraketentriebwerkstechnik hat derartige Booster bereits in Ausführungen mit 1 m Durchmesser, 2 m Durchmesser und 3 m Durchmesser erfolgreich getestet.
Ende November 2019 gelang ein Test mit synchronisierter Zündung und Betrieb von zwei 2-m-Boostern.
Am 30. Dezember 2020 wurde der Prototyp einer mit Butylhydroxytoluol betriebenen Raketenstufe mit 3,2 m Durchmesser und drei hintereinander angeordneten Brennkammern getestet, die auf dem Prüfstand bei einer Brennzeit von 130 Sekunden einen Schub von 2600 kN erzeugte. Zum Vergleich: die erste Stufe der Feststoffrakete Changzheng 11 liefert einen Startschub von 1200 kN. Durch die Bauweise mit mehreren Brennkammern ist es möglich, das Triebwerk an Trägerraketen – Zielgruppe ist der Markt für kommerzielle Raketenstarts – mit verschiedenen Nutzlastgewichten anzupassen.
Im Oktober 2023 stellte die Firma Pläne für Raketenstufen mit 3,5 m Durchmesser vor. Die Version mit drei Brennkammern war 27,3 m lang und mit 344 t Festtreibstoff befüllt. Während einer gesamten Brennzeit von 100 Sekunden würde diese Raketenstufe eine durchschnittliche Schubkraft von 8200 kN entwickeln. Eine zweite Version mit fünf Brennkammern war 44,4 m lang und mit 575,7 t Festtreibstoff befüllt. Während einer gesamten Brennzeit von 100 Sekunden würde diese Raketenstufe einen durchschnittlichen Schub von 13.700 kN entwickeln.
Letzteres Modell soll in fernerer Zukunft als Booster für schwere Trägerraketen zum Start von weltraumbasierten Infrastruktureinrichtungen, der bemannten Monderkundung und Tiefraummissionen zum Einsatz kommen.
Zum Vergleich: die mit Raketenkerosin und Flüssigsauerstoff betriebenen 3,35-m-Booster der Changzheng 5 liefern auf Meereshöhe einen Schub von jeweils 2500 kN.
Parallel dazu arbeitet die Akademie für Feststoffraketentriebwerkstechnik jedoch auch weiterhin an Einkammerstufen. Am 19. Oktober 2021 wurde auf dem Prüfstand eine Raketenstufe mit 3,5 m Durchmesser und einer Schubkraft von 5000 kN erfolgreich getestet. Die Brenndauer betrug 115 Sekunden.
Die Röhre bestand aus faserverstärktem Verbundwerkstoff und wurde mit einem Sprühverfahren mit 150 t Treibstoff ausgekleidet. Außerdem kam hier eine sehr große Triebwerksdüse zum Einsatz.

## Lehre
Im Jahr 1986 wurde der Akademie für Feststoffraketentriebwerkstechnik von der Kommission für akademische Grade des Staatsrats der Volksrepublik China (国务院学位委员会, heute angesiedelt beim Ministerium für Bildung) das Recht verliehen, Studenten aufzunehmen und Diplomingenieurtitel zu vergeben. Heute gibt es dort vier Ingenieurstudiengänge sowie einen Promotionsstudiengang, bei dem die Doktoranden an einer regulären Universität eingeschrieben sein müssen, aber an Forschungsinstituten der AASPT an ihrer Dissertation arbeiten. Derzeit (2019) unterrichten an der Akademie für Feststoffraketentriebwerkstechnik ein Mitglied der Chinesischen Akademie der Wissenschaften, ein Mitglied der Chinesischen Akademie der Ingenieurwissenschaften und 240 Wissenschaftsräte im Rang von Professoren (研究员). 10 Professoren betreuen Doktoranden, 50 Professoren betreuen die Diplomarbeiten von Ingenieurstudenten. Das Hauptziel hierbei ist die Ausbildung von qualifiziertem Personal für die Firma,
der Akademie für Feststoffraketentriebwerkstechnik wurden aber auch mehr als 200 Patente für grundlegende Entwicklungen auf dem Verteidigungssektor erteilt.

## Tochterunternehmen
Nach der Abtretung zahlreicher Firmen an die Shaanxi Aerospace Science and Technology Corporation hat die Akademie für Feststoffraketentriebwerkstechnik heute noch folgende Tochtergesellschaften:
- Shaanxi Ninghang Wissenschaft, Technologie und Industrie (陕西宁航科技工业公司)
- Shaanxi Zhongtian Raketentechnologie AG, Xi’an (陕西中天火箭技术股份有限公司)[38][39]
- Xiangyang Raumfahrtmaterialien GmbH, Xi’an (西安向阳航天材料有限公司)[40]
- Kangben Materialien GmbH, Xi’an (西安康本材料有限公司)
- Sanyou Dissan Schutzfolien GmbH, Changzhou (常州山由帝杉防护材料制造有限公司)[41]
- Jiangsu Xingyuan Leiterplattenmaterial GmbH (江苏航天星源电子新材料有限公司)[42]
- Shaanxi Longteng Kfz-Dienstleistungs GmbH (陕西航天龙腾汽车服务有限公司)
- Lantianda Autogas-Technologie GmbH, Peking (北京兰天达汽车清洁燃料技术有限公司)[43]